# Aphanogmus mashariki
Aphanogmus mashariki (лат.) — вид наездников рода Aphanogmus из семейства Ceraphronidae. Встречается в Африке: Кения (Западная провинция, Kakamega Forest; 00°14′22.9 N, 34°51′21 E; 1594 м). Название вида происходит от слова «mashariki» на языке суахили, что означает «восток», со ссылкой на лес Какамега как самый восточный участок гвинейско-конголезских тропических лесов.

## Описание
Тело очень мелкое (около 0,65 мм), коричневое. Усики самца 11-члениковые. От близких видов отличается следующими признаками: ширина головы 1,39 × высота головы; длина Вебера 0,97 × ширина мезоскутума; длина груди 1,17 × длина мезоскутума; длина переднего крыла 2,46 × ширина. Гениталии самца: харпе прямоугольное в вентральном и дорсальном ракурсах; индекс харпе/гвк 0,19; вентромедиальные края харпе не касаются дистовентрального края гвк, вентромедиальный край харпе прямой, параллельный латеральному краю и ориентирован дистомедиально в базальной трети, прямой и расходящийся дистолатерально в апикальных двух третях; вентральный край харпе прямой, дорсальный край прямой в базальной части, вогнутый с прямой вершиной в апикальной половине, в середине с заостренным и дистодорсально ориентированным выступом, латеральный край прямой и ориентирован дистомедиально.